# Absalom Jones
Absalom Jones, född 1746, död 13 februari 1818, var en amerikansk predikant och abolitionist.
Jones var född som slav men lyckades så småningom få köpa sig fri. År 1784 prästvigdes han och vännen Richard Allen inom St George's United Methodist Church i Philadelphia. Några år senare lämnade de och deras anhängare församlingen, i protest mot den framväxande rasdiskrimineringen där och bildade hjälporganisationen Free African Society (FAS).
År 1791 började Jones hålla gudstjänster på FAS och en församling, First African Church i Philadelphia bildades 1794. Församlingen beviljades snart medlemskap i Protestant Episcopal Church och Jones avskiljdes till diakon inom denna kyrka.
Jones vigde en stor del av sin tid som församlingsledare åt social hjälpverksamhet (bland annat hjälp till de drabbade i en epidemi med gula febern) och åt att bekämpa slaveriet (bland annat genom uppvaktningar av den amerikanska kongressen).
1804 ordinerades Jones till den förste afroamerikanske prästen inom Episkopalkyrkan i USA.